# Остін Чемберлен
Сер Джо́зеф О́стін Чемберле́н (англ. Sir Joseph Austen Chamberlain; 16 жовтня 1863 — 17 березня 1937) — британський державний та політичний діяч.
Молодший брат Остіна Невілл Чемберлен, обіймав посаду прем'єр-міністра Великої Британії у 1937–1940 рр. (лідера Консервативної партії «Торі»)

## Біографія

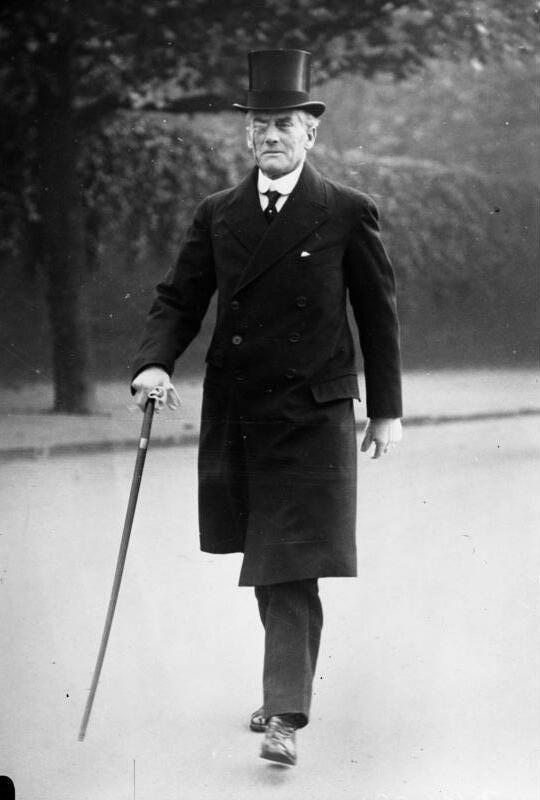
Чемберлен, 1924 рік

Остін Чемберлен народився в Бірмінгемі (Англія, Велика Британія). Вчився у школі Рагбі та в Триніті-коледжі (Кембридж), в якому 1885 року отримав учений ступінь.
Відвідував лекції в паризькій Школі політичних знань, після цього один рік навчався в Німецькій імперії. У 1888 році Чемберлен повернувся у Велику Британію.
У 1888 році обраний до парламенту від округу Іст-Вустершир (поблизу Бірмінгема), як ліберал-юніоніст.

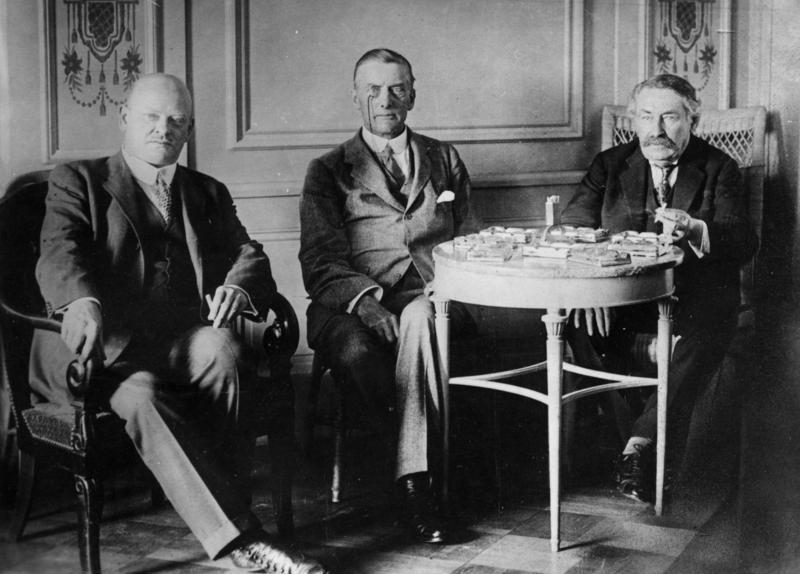
Густав Штреземан, Остін Чемберлен, Арістид Бріан (конференція в Локарно, 1925 рік)

1892 року Чемберлен став парламентським організатором ліберальної партії, в 1895 році — лордом Адміралтейства. У 1900 році — став фінансовим секретарем Скарбниці, 1902 року — міністром пошти, у 1903 році — канцлером скарбниці (міністр фінансів).
У 1906 році Чемберлен одружився з Айві М'юріел. У сімейному житті мали два сини і дочку.

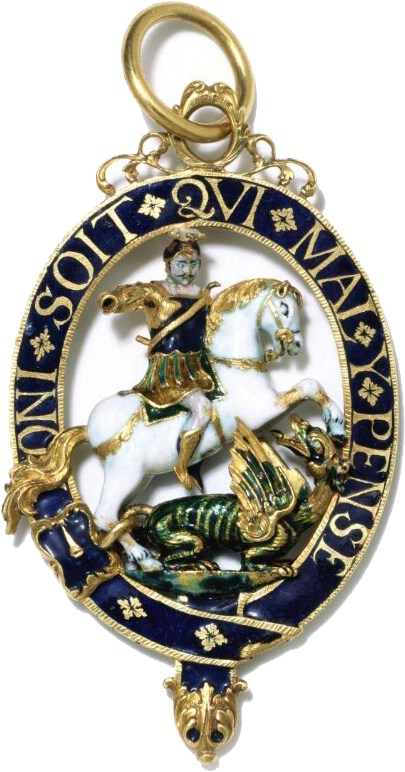
Орден Підв'язки

1915 року у сформованому коаліційному урядові, Остін Чемберлен став міністром у справах Індії. Через два роки, Чемберлен подав у відставку після скандалу, викликаного відсутністю медичної допомоги під час наступу британських військ на Багдад у Месопотамії, його міністерство виявилося замішаним у цій справі, хоча особисто проти Чемберлена звинувачень висунуто не було.
У квітні 1918 року Чемберлен увійшов до складу коаліційного кабінету, сформованим Девідом Ллойд Джорджем, де був знову призначений канцлером Казначейства.
У 1921 році Чемберлен очолив палату громад, але в 1922 році лідером палати став Ендрю Бонар Лоу, котрий очолював її до приходу Чемберлена.
У 1924 році Чемберлен став міністром закордонних справ в уряді Стенлі Болдвіна. 23 лютого 1927 Чемберлен на «антипропаганду» Великої Британії зі сторони СРСР, відпривив радянському уряду ноту протесту.
У 1931 році відбулося утворення міжпартійного уряду, в якому Остін Чемберлен став першим лордом Адміралтейства.

## Нагороди
- Орден Підв'язки
- Нобелівська премія миру (1925, разом Чарлзом Давесом — «За свою роль у локарнських переговорах»).